# Mixedema
La mixedema es una alteración de los tejidos que se caracteriza por presentar un edema (acumulación de líquido), producido por infiltración de sustancia mucosa en la piel, y a veces en los órganos internos, a consecuencia de un mal funcionamiento de la glándula tiroides (hipotiroidismo).

## Etiología
El hipotiroidismo puede ser causado por tiroiditis de Hashimoto, resección quirúrgica de la tiroides,radiaciones en cerebro y cuello para tratar ciertos tipos de tumor y otras raras condiciones. Hay formas parciales de mixedema, especialmente de las piernas (mixedema pretibial), ocasionalmente se presenta en adultos con la enfermedad de Graves Basedow, una causa de hipertiroidismo; o también tiroiditis de Hashimoto sin hipotiroidismo severo.

## Factores de riesgo para hipotiroidismo
Los principales factores de riesgo son: tener más de 50 años, ser mujer, obesidad, cirugía de tiroides y exposición del cuello a tratamientos con radiación, entre otros múltiples factores.

## Cuadro clínico
La mixedema usualmente se presenta sola, o con algunos de los siguientes síntomas y signos clínicos:
- Engrosamiento cutáneo
- Piel rugosa
- Signo de Godet (fóvea) negativo. Lo diferencia del edema.
- Cambio en la apariencia facial
- Nariz gruesa
- Labios hinchados
- Hinchazón alrededor de los ojos
- Infiltraciones gelatinosas en el tejido subcutáneo
- Habla lenta
- Torpeza mental
- Letargo
- Problemas mentales
- Piel seca de color amarillo pálido
- Tejidos subcutáneos edematizados
- Ganancia de peso
- Constipación
- Adelgazamiento capilar
- Pelo quebradizo
- Parches calvos
- Dolores musculares
- Sordera
- Disminución de la audición
- Síndrome del túnel carpiano

## Coma mixedematoso
Síntomas

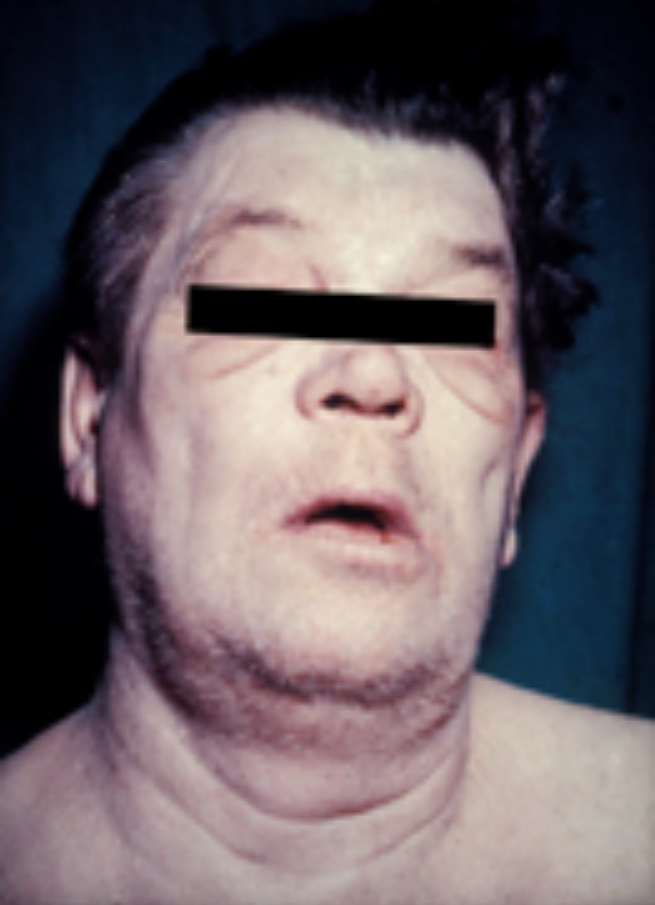
Alguien con mixedema que muestra un rostro inexpresivo, hinchazón periorbitaria

El coma mixedematoso se caracteriza por deterioro del nivel de conciencia, hipotermia (temperatura inferior a 35 °C) y concentraciones bajas de hormonas tiroideas con aumento de la TSH1. Es más frecuente en mujeres (80%), generalmente mayores de 60 años, y aparece sobre todo en invierno. La mortalidad en los últimos años ha disminuido, pasando de un 60%-70% a un 20%-25% gracias al diagnóstico y tratamiento precoz. Gránulos en células del tejido conjuntivo.
Posibles causas
Pueden coexistir factores precipitantes como infección, accidente vascular cerebral, traumatismo, fármacos.

## Tratamiento
Suele hacerse con extractos tiroideos y hormona tiroxina, tanto en niños como en adultos. Altas dosis intravenosas de inmunoglobulinas, han  alcanzado ofrecer alguna mejora en pacientes.